# Zierliches Schneeglöckchen
Das Zierliche Schneeglöckchen (Galanthus gracilis) ist eine Pflanzenart aus der Gattung der Schneeglöckchen (Galanthus) in der Familie der Amaryllisgewächse (Amaryllidaceae).

## Merkmale
Das Zierliche Schneeglöckchen ist eine ausdauernde krautige Pflanze, die Wuchshöhen von 6 bis 10 (12) Zentimeter erreicht. Dieser Geophyt bildet eine Zwiebel als Überdauerungsorgan aus.
Die einfachen Laubblätter liegen vor ihrer Entfaltung flach aneinander, haben eine Breite von 0,3 bis 1,2 (2,2) Zentimeter, sind oft gedreht, aufrecht und beinahe wie grasförmig. Die Spitzen der inneren Blütenhüllblätter sind schwach zurückgebogen.
Die Blütezeit reicht von Februar bis Mai.

## Vorkommen
Das Zierliche Schneeglöckchen kommt in Bulgarien, Nordost-Griechenland, auf Samos, in Ost-Rumänien, in der Südwest-Ukraine und in der West-Türkei in Kiefern- und Laubwäldern sowie auf montanen Waldlichtungen in kurzem Gras in Höhenlagen von (10) 1600 (2000) Meter vor. Das Zierliche Schneeglöckchen ist in Deutschland lokal verwildert, durch entweichen aus Kultur oder durch Ansalbung.

## Nutzung
Das Zierliche Schneeglöckchen wird selten als Zierpflanze in Steingärten genutzt.

## Synonyme
Synonyme für Galanthus gracilis sind Galanthus graecus auct., Galanthus reflexus Herb. ex Lindl. und Galanthus elwesii subsp. minor D.A. Webb.

## Belege
- Eckehart J. Jäger, Friedrich Ebel, Peter Hanelt, Gerd K. Müller (Hrsg.): Rothmaler Exkursionsflora von Deutschland. Band 5: Krautige Zier- und Nutzpflanzen. Spektrum Akademischer Verlag, Berlin Heidelberg 2008, ISBN 978-3-8274-0918-8.